# Billboard Music Awards de 2012
O Billboard Music Awards de 2012 foi uma cerimônia de premiação musical realizada em 20 de maio de 2012, na MGM Grand Garden Arena, em Las Vegas, Estados Unidos. A cerimônia, apresentada pelos atores da série americana Modern Family Julie Bowen e Ty Burrell, foi transmitida ao vivo pela rede de TV ABC.
A premiação reconheceu os artistas e álbuns mais populares de 2011.

## Performances
| Artista(s)                | Canção                                                                               | Apresentado por        |
| ------------------------- | ------------------------------------------------------------------------------------ | ---------------------- |
| LMFAO                     | "Party Rock Anthem" Sorry for Party Rocking" Sexy and I Know It"                     | —                      |
| Kelly Clarkson            | "Dark Side"                                                                          | Robin Thicke           |
| The Wanted                | "Chasing the Sun" Glad You Came"                                                     | Julie Bowen Ty Burrell |
| Chris Brown               | "Turn Up the Music"                                                                  | Brandy                 |
| Natasha Bedingfield[A]    | Tributo a Donna Summer "Last Dance"                                                  | —                      |
| Usher                     | "Scream"                                                                             | Far East Movement      |
| Justin Bieber             | "Boyfriend"                                                                          | Julie Bowen Ty Burrell |
| Carly Rae Jepsen          | "Call Me Maybe"                                                                      | Ty Burrell             |
| Carrie Underwood          | "Blown Away"                                                                         | Luke Bryan             |
| Linkin Park               | "Burn It Down"                                                                       | Swizz Beatz            |
| Katy Perry                | "Wide Awake"                                                                         | Julie Bowen Ty Burrell |
| John Legend Jordin Sparks | Tributo a Whitney Houston "The Greatest Love of All" I Will Always Love You"         | Whoopi Goldberg        |
| Goodie Mob                | Tributo a Beastie Boys "Fight to Win" "(You Gotta) Fight for Your Right (To Party!)" | Ty Burrell             |
| Patent Pending            | "Dance Till We Die"                                                                  | Taio Cruz              |
| Nelly Furtado             | "Big Hoops (Bigger the Better)"                                                      | Gavin DeGraw           |
| Stevie Wonder Alicia Keys | "Higher Ground" "Overjoyed" "Empire State of Mind" "Join Our Love" "Superstition"    | Alicia Keys            |

Notas
A  - No meio de sua performance, a ABC cortou para os comerciais.

## Vencedores e indicados
Os vencedores estão listados em negrito.
| Melhor Artista | Artista Revelação |
| --- | --- |
| - Adele - Lady Gaga - Lil Wayne - Katy Perry - Rihanna | - Wiz Khalifa - Bad Meets Evil - Big Sean - Foster the People - Scotty McCreery |
| Melhor Artista Masculino | Melhor Artista Feminina |
| - Lil Wayne - Justin Bieber - Chris Brown - Drake - Bruno Mars | - Adele - Lady Gaga - Nicki Minaj - Katy Perry - Rihanna |
| Melhor Duo/Grupo | Melhor Artista da Billboard 200 |
| - Big Time Rush - The Black Eyed Peas - Coldplay - LMFAO - Maroon 5 | - Adele - Justin Bieber - Michael Bublé - Lady Gaga - Lil Wayne |
| Melhor Álbum da Billboard 200 | Melhor Artista da Hot 100 |
| - 21 – Adele - Christmas – Michael Bublé - Take Care – Drake - Born This Way – Lady Gaga - Tha Carter IV – Lil Wayne | - Adele - LMFAO - Bruno Mars - Katy Perry - Rihanna |
| Melhor Canção da Hot 100 | Melhor Artista em Turnê |
| - "Party Rock Anthem" – LMFAO com part. de Lauren Bennett & GoonRock - "Rolling in the Deep" – Adele - "Moves Like Jagger" – Maroon 5 com part. de Christina Aguilera - "E.T." – Katy Perry com part. de Kanye West - "Give Me Everything" – Pitbull com part. de Ne-Yo, Afrojack & Nayer | - U2 - Bon Jovi - Taylor Swift - Take That - Roger Waters |
| Melhor Artista Digital | Melhor Canção Digital |
| - Adele - LMFAO - Bruno Mars - Katy Perry - Rihanna | - "Party Rock Anthem" – LMFAO com part. de Lauren Bennett & GoonRock - "Rolling in the Deep" – Adele - "Sexy and I Know It" – LMFAO - "Moves Like Jagger" – Maroon 5 com part. de Christina Aguilera - "E.T." – Katy Perry com part. de Kanye West                                                 |
| Melhor Artista das Rádios | Melhor Canção das Rádios |
| - Adele - Bruno Mars - Nicki Minaj - Katy Perry - Rihanna | - "Give Me Everything" – Pitbull com part. de Ne-Yo, Afrojack & Nayer - "Rolling in the Deep" – Adele - "Party Rock Anthem" – LMFAO com part. de Lauren Bennett & GoonRock - "Moves Like Jagger" – Maroon 5 com part. de Christina Aguilera - "We Found Love" – Rihanna com part. de Calvin Harris |
| Melhor Artista de Streaming | Melhor Canção de Streaming (Áudio) |
| - Rihanna - Lil Wayne - LMFAO - Nicki Minaj - Bruno Mars | - "Rolling in the Deep" – Adele - "Without You" – David Guetta com part. de Usher - "How To Love" – Lil Wayne - "Party Rock Anthem" – LMFAO com part. de Lauren Bennett & GoonRock - "Super Bass" – Nicki Minaj                                                                                    |
| Melhor Canção de Streaming (Vídeo) | Melhor Artista de Mídia Digital |
| - "Super Bass" – Nicki Minaj - "Someone like You" – Adele - "Party Rock Anthem" – LMFAO com part. de Lauren Bennett & GoonRock - "Sexy and I Know It" – LMFAO - "The Lazy Song" – Bruno Mars                                                                                              | - Adele - Justin Bieber - Lady Gaga - Lil Wayne - Rihanna |
| Melhor Artista Pop | Melhor Álbum Pop |
| - Adele - Lady Gaga - LMFAO - Katy Perry - Rihanna | - 21 – Adele - 19 – Adele - Under the Mistletoe – Justin Bieber - Christmas – Michael Bublé - Born This Way – Lady Gaga |
| Melhor Canção Pop | Melhor Artista de R&B |
| - "Party Rock Anthem" – LMFAO com part. de Lauren Bennett & GoonRock - "Rolling in the Deep" – Adele - "Sexy and I Know It" – LMFAO - "Moves Like Jagger" – Maroon 5 com part. de Christina Aguilera - "E.T." – Katy Perry com part. de Kanye West                                        | - Chris Brown - Beyoncé - Cee Lo Green - Miguel - Rihanna |
| Melhor Álbum de R&B | Melhor Canção de R&B |
| - 4 – Beyoncé - My Life II... The Journey Continues (Act 1) – Mary J. Blige - F.A.M.E. – Chris Brown - I Remember Me – Jennifer Hudson - Talk That Talk – Rihanna | - "Motivation" – Kelly Rowland com part. de Lil Wayne - "She Ain't You" – Chris Brown - "Fk You (Forget You)" – Cee Lo Green - "Down on Me" – Jeremih com part. de 50 Cent - "Sure Thing" – Miguel                                                                                                 |
| Melhor Artista de Rap | Melhor Álbum de Rap |
| - Lil Wayne - Drake - LMFAO - Nicki Minaj - Wiz Khalifa | - Tha Carter IV – Lil Wayne - Hell: The Sequel – Bad Meets Evil - Take Care – Drake - Watch The Throne – Jay-Z & Kanye West - Sorry For Party Rocking – LMFAO |
| Melhor Canção de Rap | Melhor Artista Country |
| - "Party Rock Anthem" - LMFAO com part. de Lauren Bennett & GoonRock - "Good Feeling'" – Flo Rida - "Sexy and I Know It" – LMFAO - "Super Bass" – Nicki Minaj - "Give Me Everything" – Pitbull com part. de Ne-Yo, Afrojack & Nayer                                                       | - Lady Antebellum - Jason Aldean - Zac Brown Band - Blake Shelton - Taylor Swift |
| Melhor Álbum Country | Melhor Canção Country |
| - My Kinda Party – Jason Aldean - The Band Perry – The Band Perry - Tailgates & Tanlines – Luke Bryan - Clear as Day – Scotty McCreery - Own the Night – Lady Antebellum | - "Dirt Road Anthem" – Jason Aldean - "Crazy Girl" – Eli Young Band - "Honey Bee" – Blake Shelton - "Just a Kiss" – Lady Antebellum - "Country Girl (Shake It for Me)" – Luke Bryan |
| Melhor Artista de Rock | Melhor Álbum de Rock |
| - Coldplay - The Black Keys - Foo Fighters - Foster the People - Mumford & Sons | - Mylo Xyloto – Coldplay - Wasting Light – Foo Fighters - Torches – Foster the People - Sigh No More – Mumford & Sons - Here and Now – Nickelback |
| Melhor Canção de Rock | Melhor Artista Latino |
| - "Pumped Up Kicks" – Foster the People - "Rolling in the Deep" – Adele - "Someone like You" – Adele - "Paradise" – Coldplay - "Walk" – Foo Fighters | - Shakira - Maná - Pitbull - Prince Royce - Romeo Santos |
| Melhor Álbum Latino | Melhor Canção Latina |
| - Formula: Vol. 1 – Romeo Santos - Dejarte de Amar – Camila - Viva el Príncipe – Cristian Castro - Drama Y Luz – Maná - Prince Royce – Prince Royce | - "Danza Kuduro" – Don Omar & Lucenzo - "Taboo" – Don Omar - "Bon, Bon" – Pitbull - "Corazón Sin Cara" – Prince Royce - "Promise" – Romeo Santos com part. de Usher |
| Melhor Artista de Dance | Melhor Álbum de Dance |
| - Lady Gaga - David Guetta - LMFAO - Rihanna - Britney Spears | - Born This Way – Lady Gaga - Nothing but the Beat – David Guetta - The Fame – Lady Gaga - Sorry For Party Rocking – LMFAO - Scary Monsters and Nice Sprites – Skrillex |
| Melhor Canção de Dance | Melhor Artista Alternativo |
| - "Party Rock Anthem" – LMFAO com part. de Lauren Bennett & GoonRock - "In the Dark" – Dev - "Without You" – David Guetta com part. de Usher - "Sexy and I Know It" – LMFAO - "Till the World Ends" – Britney Spears                                                                      | - Coldplay - The Black Keys - Foo Fighters - Foster the People - Mumford & Sons |
| Melhor Álbum Alternativo | Melhor Canção Alternativa |
| - Mylo Xyloto – Coldplay - Wasting Light – Foo Fighters - Torches – Foster the People - Sigh No More – Mumford & Sons - Here and Now – Nickelback | - "Rolling in the Deep" – Adele - "Sail" – Awolnation - "Paradise" – Coldplay - "Pumped Up Kicks" – Foster the People - "The Cave" – Mumford & Sons |
| Melhor Artista Cristão | Melhor Álbum Cristão |
| - Casting Crowns - MercyMe - Chris Tomlin - Laura Story - Skillet | - Come to the Well – Casting Crowns - Until the Whole World Hears – Casting Crowns - Awake – Skillet - Blessings – Laura Story - WOW Hits 2012 – Vários Artistas |
| Melhor Canção Cristã | Melhor Artista Social (votado pelos fãs) |
| - "Blessings" – Laura Story - "Glorious Day (Living He Loved Me)" – Casting Crowns - "Hold Me" – Jamie Grace com part. de TobyMac - "Stronger" – Mandisa - "Strong Enough" – Matthew West                                                                                                 | - Justin Bieber - Eminem - Lady Gaga - Rihanna - Shakira |
| Prêmio Icon | Prêmio Millenium |
| Stevie Wonder | Whitney Houston |
| Prêmio Spotlight | Mulher do Ano |
| Katy Perry | Taylor Swift |

### Artistas com múltiplas vitórias e indicações
| Indicações | Artista            |
| ---------- | ------------------ |
| 22         | LMFAO              |
| 20         | Adele              |
| 13         | Rihanna            |
| 11         | Lady Gaga          |
| 10         | Lil Wayne          |
| 9          | Katy Perry         |
| 8          | Lauren Bennett     |
| 8          | GoonRock           |
| 7          | Coldplay           |
| 7          | Foster the People  |
| 7          | Nicki Minaj        |
| 6          | Bruno Mars         |
| 5          | Justin Bieber      |
| 5          | Foo Fighters       |
| 5          | Maroon 5           |
| 5          | Mumford & Sons     |
| 5          | Pitbull            |
| 4          | Christina Aguilera |
| 4          | Casting Crowns     |
| 4          | Chris Brown        |
| 4          | Drake              |
| 4          | David Guetta       |
| 4          | Lady Antebellum    |
| 4          | Kanye West         |
| 3          | Afrojack           |
| 3          | Jason Aldean       |
| 3          | Michael Bublé      |
| 3          | Nayer              |
| 3          | Ne-Yo              |
| 3          | Prince Royce       |
| 3          | Romeo Santos       |
| 3          | Laura Story        |
| 3          | Usher              |
| 2          | Bad Meets Evil     |
| 2          | Beyoncé            |
| 2          | The Black Keys     |
| 2          | Luke Bryan         |
| 2          | Cee Lo Green       |
| 2          | Wiz Khalifa        |
| 2          | Scotty McCreery    |
| 2          | Maná               |
| 2          | Miguel             |
| 2          | Don Omar           |
| 2          | Shakira            |
| 2          | Blake Shelton      |
| 2          | Skillet            |
| 2          | Britney Spears     |
| 2          | Taylor Swift       |

| Prêmios | Artista        |
| ------- | -------------- |
| 12      | Adele          |
| 6       | LMFAO          |
| 5       | Lauren Bennett |
| 5       | GoonRock       |
| 4       | Coldplay       |
| 4       | Lil Wayne      |
| 2       | Jason Aldean   |
| 2       | Casting Crowns |
| 2       | Lady Gaga      |